# Bölgentalbächlein
Das Bölgentalbächlein ist ein etwa 11⁄2 km langer, vielerorts nur zeitweilig wasserführender Bachlauf im Gebiet der Gemeinde Satteldorf im Landkreis Schwäbisch Hall im nordöstlichen Baden-Württemberg, der nach südwestlichem Lauf am Weiler Bölgental vorbei zuletzt aus der Weilersklinge und unter dem Bärenstein von rechts in die mittlere Jagst mündet.

## Geographie

### Verlauf
Der höchste Punkt, an dem das Bölgentalbächlein allenfalls Wasser führen kann, liegt am Überlauf eines nur etwa 7 Ar großen Teichs neben der K 2508, die von Wallhausen im Nordosten her nach Bölgental führt. Etwa 300 Meter vor der Ortsgrenze des Weilers in der Gröninger Teilgemarkung Satteldorfs beginnt dort auf etwa 461 m ü. NHN ein etwas größerer Graben neben der Straße, der diese südwestwärts auf Bölgental zu begleitet.
Schon nach etwa 150 Metern wird der Ablauf nahe an einigen landwirtschaftlichen Gebäuden unter dem Doppelabzweig eines Feldwegs nach Norden zum Bogelfeld und eines anderen nach Westsüdwesten in Richtung auf die Unterlaufklinge des Bachs zu durchgeführt. Dem zweitgenannten Weg folgt der Bachgraben nun an der linken Seite durch Wiesengelände nah im Norden von Bölgental. Nur selten stehen Bäume oder Sträucher am auch dort nur unbeständig durchflossenen Graben.
Nach etwa 700 Metern dieses nur leicht geschwungenen Laufstücks inmitten seiner Obertalmulde erreicht der Bach nur wenig nordwestlich des Weilers die kleine Kläranlage des Ortes, quert dort einen Feldweg nach Norden und durchläuft gleich danach einen nur etwa 2 Ar großen, länglichen Teich in der nun einsetzenden Einkerbung seines Untertals. Gleich nach dem kleinen See ⊙ tritt er in seine landschaftstypische bewaldete Klinge ein, wo ihn sogleich von links her der ebenfalls nur sporadische Abfluss eines etwa 150 Meter langen, schnurgerade gezogenen Grabens vom westlichen Ortsausgang Bölgental her erreicht, längs dessen auf der offenen Randhöhe eine Reihe Bäume gepflanzt ist.
In der folgenden, auf etwa 437 m ü. NHN beginnenden Weilersklinge steht ein Laubmischwald; der Bach fließt unter dessen Kronendach in einer blockübersäten, allenfalls zwei Meter breiten Erosionsrinne, sehr oft auch versickert nur im Untergrund. An einer Stelle fällt der Bach am Ende einer auslaufenden Muschelkalkplatte zuzeiten über eine etwa zwei Meter hohe Gefällestufe. Blanken Fels an der Seite der Rinne gibt es kaum. Im unteren Teil der Klinge umrundet der Lauf in einem nach rechts ausholenden Halbkreis den kleinen Nordsporn des Löhnlesbergs, der auf wenig über 400 m ü. NHN zumeist von Wiesen bedeckt ist. Nahe an der Mündung in die Jagst auf etwa 356 m ü. NHN hat das Bölgentalbächlein am Rand einer kleinen Talwiese an der Nordseite seines Laufs einen Schwemmkegel angehäuft, in dem es zumeist unterirdisch in den rechten Zweig des Flusses mündet, die hier durch einige Inseln in zwei große, nordwärts fließende Arme geteilt ist. Wenig südlich des letzten Laufstücks des Bächleins entspringt eine kleine Fließquelle am unteren Waldhang, die jedoch eigenständig in den Fluss mündet. Sie hat eine Schüttung von rund 0,2 Liter pro Sekunde. Das zutage tretende Wasser stammt aus dem Bölgentalbächlein; es versickert rund 400 Meter Luftlinie entfernt am oberen Ende der Klinge. Im Norden erhebt sich jenseits der Talwiese der bewaldete Hang des Bärensteins, unter dem die Jagst nach Westen abknickt.
Das Bölgentalbächlein mündet nach einem etwa 1,4 km langen Lauf mit mittlerem Sohlgefälle von etwa 75 ‰ rund 105 Höhenmeter unterhalb seines Grabenbeginns am Straßenseitenteich; dabei durchläuft der kleine Bach etwa drei Viertel seines Gesamtgefälles auf etwas weniger als der Hälfte seines gesamten Weges. Außer dem nur zeitweiligen Zulauf am Klingenbeginn und dem Abwasser der Kläranlage hat der Bach keine anderen offenen Zuflüsse.

### Einzugsgebiet
Das Bölgentalbächlein hat ein etwa 0,6 km² großes Einzugsgebiet, das naturräumlich zu den Kocher-Jagst-Ebenen gehört. Sein weit überwiegender Teil auf der Hochebene rechts der Jagst liegt im Unterraum Bartenstein-Langenburger Platten der Östlichen Kocher-Jagst-Ebenen mit dem höchsten Punkt überhaupt im Bogelfeld auf etwa 465 m ü. NHN, während die mündungsnahe Klinge ganz im Westen zum Unterraum Mittleres Jagsttal des Jagsttals gerechnet wird. Auf der Hochfläche gibt es mehr Wiesen als Äcker, in der Weilerklinge steht überwiegend Wald.
Reihum grenzt das des Bölgentalbächlein an die Einzugsgebiete der folgenden Nachbargewässer:
- Im Norden fließt der Steinbach (Jagst, Mistlau) in etwa selber Richtung zur Jagst weiter abwärts bei Kirchberg an der Jagst-Mistlau;
- hinter einem nur kurzen Stück im Osten entwässert der Rotbach über die unterste Gronach zur aufwärtigen Jagst;
- im Süden und Westen gibt es außer unbedeutenden Hanggerinnen keine anderen Zuflüsse zur nahen Jagst.

Das gesamte Gebiet liegt in der Gröninger Teilgemarkung der Gemeinde Satteldorf. Der einzige Siedlungsort darin ist der Gröninger Weiler Bölgental auf der südlichen Wasserscheide.

## Geologie
Auf der Hochebene über dem Jagsttal liegt um Bölgental bis hin zum Klingenanfang Lettenkeuper (Erfurt-Formation), der Bachgraben läuft dort in einem Band aus Schwemmland. In der Weilersklinge steht dann überwiegend Oberer Muschelkalk an, ausgenommen auf dem kleinen Sporn des Löhnlesbergs, den der Fluss in ebenfalls geologisch jüngerer, quartärer Zeit mit Terrassensediment bedeckt hat. An der Mündung liegt auf dem Muschelkalk ein kleiner holozäner Schwemmkegel.

## Natur und Schutzgebiete
Die Weilerklinge ist Teil des großen Naturschutzgebietes Jagsttal mit Seitentälern zwischen Crailsheim und Kirchberg, an das rechts oben auf dem Bärenstein unmittelbar das Landschaftsschutzgebiet gleichen Namens anschließt.

### LUBW
Amtliche Online-Gewässerkarte mit passendem Ausschnitt und den hier benutzten Layern: Lauf und Einzugsgebiet des Bölgentalbächleins

Allgemeiner Einstieg ohne Voreinstellungen und Layer: Daten- und Kartendienst der Landesanstalt für Umwelt Baden-Württemberg (LUBW) (Hinweise)
1. 1 2 3 4 5  Höhe nach dem Höhenlinienbild auf dem Hintergrundlayer Topographische Karte.
2. 1 2  Länge abgemessen auf dem Hintergrundlayer Topographische Karte.
3. ↑  Einzugsgebiet abgemessen auf dem Hintergrundlayer Topographische Karte.
4. 1 2  Seefläche nach dem Layer Stehende Gewässer.
5. ↑  Schutzgebiete nach den einschlägigen Layern, Natur teilweise nach dem Layer Geschützte Biotope.

### Andere Belege
1. ↑  Theo Simon, Werner Käß, Knut Hinkelbein: Markierungsversuche im Bereich der Jagstversickerung bei Crailsheim (Hohenlohe). In: Geologisches Landesamt Baden-Württemberg (Hrsg.): Jahreshefte. Band 35(1993), S. 407–432, hier S. 424.
2. ↑  Wolf-Dieter Sick: Geographische Landesaufnahme: Die naturräumlichen Einheiten auf Blatt 162 Rothenburg o. d. Tauber. Bundesanstalt für Landeskunde, Bad Godesberg 1962. → Online-Karte (PDF; 4,7 MB)
3. ↑  Geologie nach den Layern zu Geologische Karte 1:50.000 auf: Mapserver des Landesamtes für Geologie, Rohstoffe und Bergbau (LGRB) (Hinweise)